# Biate
Biate es un pueblo  situado en el distrito de Champhai,  en el estado de Mizoram (India). Su población es de 2277 habitantes (2011). Se encuentra muy cerca da frontera con Myanmar, en una importante situación estratégica.

## Demografía
Según el censo de 2011 la población de Biate era de 2277 habitantes, de los cuales 1134 eran hombres y 1143 eran mujeres. Biate tiene una tasa media de alfabetización del 98,18%, superior a la media estatal del 91,33%: la alfabetización masculina es del 97,82%, y la alfabetización femenina del 99,43%.